# 寿桥村19号伙墙古厝
寿桥村19号伙墙古厝，又名徐家古厝，是位于福建省福州市罗源县西兰乡寿桥村19号的一个清代古建筑，2017年入选第六批罗源县文物保护单位。
寿桥村19号伙墙古厝为当地徐姓唯一的古民居，有“义女偷钱压死钱间”的传说，始建于清朝乾隆年间，厅前的四面墙壁、房梁托均有精美的艺术雕刻，该民居曾每年要搭台唱神戏，90年代后改为播放电影。